# 库尔蒂索勒
库尔蒂索勒（法語：Courtisols，法語發音：[kuʁtizɔl]）是法国马恩省的一个市镇，位于该省中部，属于香槟沙隆区。

## 地理
库尔蒂索勒（48°59'8"N, 4°30'57"E）面积65.62 平方千米，位于法国大東部大區马恩省，该省份为法国东北部内陆省份，北起阿登省，西北接埃纳省，西南接塞纳-马恩省，南至奥布省，东南接上马恩省，东临默兹省。
与库尔蒂索勒接壤的市镇（或旧市镇、城区）包括：比西堡、拉谢普、舍皮、莱皮讷、马尔松、蒙塞特隆热瓦、普瓦、圣梅米、萨里、索姆韦勒。

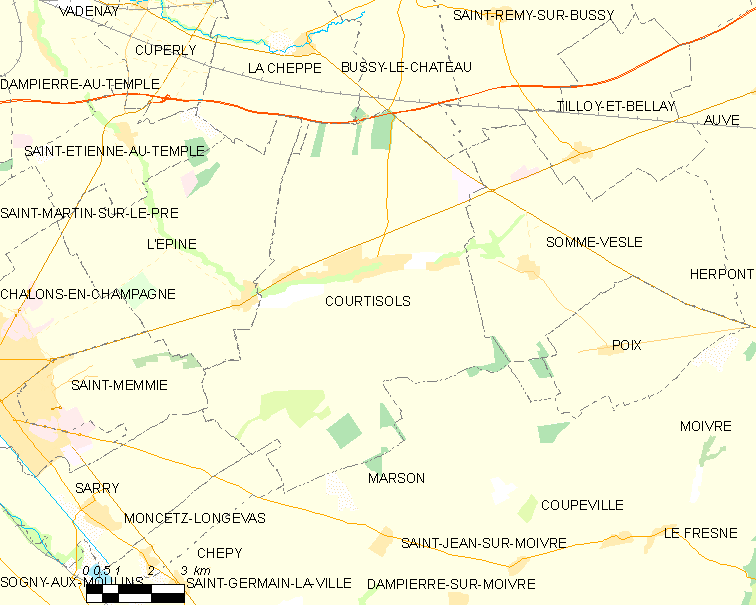
库尔蒂索勒的OSM定位图

库尔蒂索勒的时区为UTC+01:00、UTC+02:00（夏令时）。

## 行政
库尔蒂索勒的邮政编码为51460，INSEE市镇编码为51193。

## 政治
库尔蒂索勒所属的省级选区为阿戈讷-叙普-韦勒县。

## 人口

1962-2008年间库尔蒂索勒人口变化图示

库尔蒂索勒于2022年1月1日时的人口数量为2345人。